# Hasta siempre...
Hasta Siempre..., es el decimoprimer disco de la banda ecuatoriana Guerreros de Cartón. Publicado el 31 de diciembre de 2015. 
Contiene doce temas grabados en estudio por Roberto Ferrín. 
Grabado en Manta y Guayaquil, es un álbum conceptual, cuya temática principal es la despedida inevitable de un ser querido, que además involucra amor fraternal, lazos familiares y amistad incondicional.

## Temas
1. Paleativos - 1:04
2. Veintidós con diez - 2:17
3. Balada oscura - 3:14
4. Ciudad de ángeles - 2:40
5. Aterrizaje forzoso - 3:03
6. Darth Gaver - 2:54
7. Vitrofusión - 3:09
8. Luces sin dermis - 3:55
9. Telefunken en el rincón chileno - 2:21
10. Lunáticos - 2:55
11. K.M. - 3:28
12. Hasta siempre... - 2:52